# Sululos

Africa proconsulaire en 125.

Sululos est un municipe de la province romaine d'Afrique proconsulaire qui se développe des années 30 avant notre ère à 640.
Nommée Municipium Septimium Aurelium Severianum Apollinare Sululitanum, les archéologues pensent qu'elle se situe à l'emplacement des ruines de Bir El Heuch, dans la région des oueds Medjerda et Miliane, près de Goubellat, à quatre kilomètres au nord du djebel Riban, 35 kilomètres à l'est de Dougga et 60 kilomètres au sud-ouest de Tunis.

## Histoire
En 168, la ville est une civitas (ville) mais, sous les règnes de Septime Sévère et Caracalla, elle accède au statut de municipe.
Ernest Babelon y recense un aqueduc avec une source dans la zone du Sud-Vedic, près d'Aïn Sense, un temple et un pont converti plus tard en camp romain. Six kilomètres au nord des ruines de Bir El Euch a été trouvée la base d'une statue de l'empereur Valentinien Ier (IVe siècle) désormais exposée au musée national du Bardo.
La ville a aussi été le siège d'un diocèse chrétien antique, dont on sait qu'un évêque a participé à la conférence de Carthage en 411,. Le diocèse a cessé de fonctionner lors de la conquête musulmane du Maghreb au IVe siècle mais est recréé avec d'autres diocèses tunisiens en 1927,.